# Tarphius explicatus
Tarphius explicatus is een keversoort uit de familie somberkevers (Zopheridae). De wetenschappelijke naam van de soort werd in 1857 gepubliceerd door Thomas Vernon Wollaston.